# Groteska (ornament)

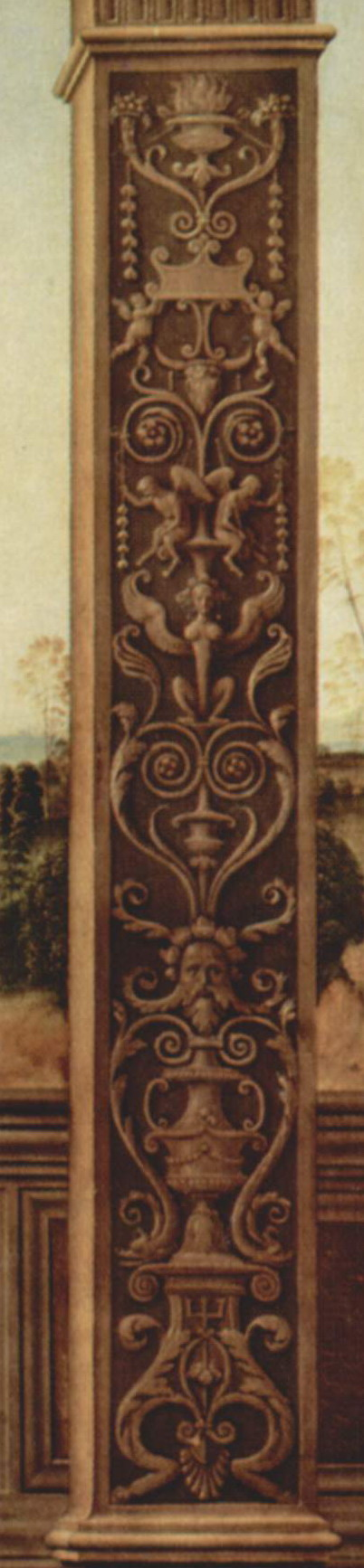
Groteska (fragment obrazu Święty Sebastian Pietro Perugino, ok. 1500)

Groteska – ornament roślinny powstały w starożytności. Groteska składa się z wici roślinnej, w którą nierozerwalnie są wplecione inne elementy, takie jak postacie ludzkie, zwierzęta, części uzbrojenia, obrazy, owoce i inne. Groteska może także być pozbawiona wici, zamiast której występuje ornament popularny w danej epoce (tzw. groteska stelażowa).
Ornament narodził się w I wieku n.e. w sztuce rzymskiej. W sztuce nowożytnej pojawił się za sprawą odkryć archeologicznych z końca XV wieku w Złotym Domu Nerona (Domus Aurea) oraz w innych pałacach i willach (tzw. grotach rzymskich). Wkrótce po tym odkryciu groteski zostały spopularyzowane przez włoskich artystów, którzy równocześnie nieco ją przekształcili i dostosowali do ówczesnych potrzeb. Jednym z najwcześniejszych przykładów są grafiki Giovanniego Pietro da Birago z końca XV wieku. Groteska pojawia się także na freskach Filippino Lippiego w kaplicy Carafa w Santa Maria sopra Minerva w Rzymie (1489–1493), freskach Perugina w Collegio del Cambio w Perugii (1499), freskach Luca Signorelli w katedrze w Orvieto (1499–1503), w cyklu fresków Pinturicchio w Appartamento Borgia w Watykanie oraz w loggiach watykańskich Rafaela (1518–1520).
W latach 30. XVI wieku na polecenie Franciszka I Rosso Fiorentino i Primaticcio ozdobili jego zamek w Fontainebleau, wykorzystując m.in. ornament groteskowy. W drugiej połowie XVI wieku ryciny z przedstawieniami dekoracji z Fontainebleau rozprzestrzeniły się po Europie.
Pierwsze przykłady groteski na terenie Polski pochodzą z kaplicy Zygmuntowskiej (1519–1533).